# Terry Klassen
Pour les articles homonymes, voir Klassen.
Terry Klassen (31 mars 1957 à Winnipeg) est un acteur et scénariste canadien naturalisé américain.

## Filmographie

### comme acteur
- 2004 : Polly and the Pockets (vidéo)
- 1989 : Le Livre de la jungle (Jungle Book Shonen Mowgli) (série télévisée) (voix)
- 1990 : Hamtaro - P'tits hamsters, grandes aventures ("Hamtaro") (série télévisée) : Kana's estranged uncle
- 1990 : Video Power (série télévisée) (voix)
- 1990 : Dragon Ball Z : Le Combat fratricide (Doragon bôru Z: Chikyû marugoto chô kessen) : Krillin
- 1990 : Dragon Ball Z : Le Robot des glaces (Doragon bôru Z: Kono yo de ichiban tsuyoi yatsu) : Krillin (voix)
- 1992 : Green Legend Ran (vidéo) (voix)
- 1993 : Le Maître des bots ("The Bots Master") (série télévisée) : D'Nerd (voix)
- 1993 : Ranma ½ (vidéo) : Hiroshi
- 1993 : Double Dragon (série télévisée) : Trigger Happy / Ice Pick (voix)
- 1993 : Sonic the Hedgehog (série télévisée) : Additional Voices (voix)
- 1994 : Billy the Cat (série télévisée) : Moonie (voix)
- 1994 : Leo le lion : Roi de la jungle : Caméléon (voix)
- 1995 : Les Rock'Amis (Littlest Pet Shop) (série télévisée) (voix)
- 1995 : Sky Surfer Strike Force (série télévisée) : Zachariah Easel (voix)
- 1995 : Final Fight (série télévisée) : Edi E.
- 1995 : G.I. Joe Extreme (série télévisée) : Black Dragon (voix)
- 1995 : Mega Man (série télévisée) : Cut Man (voix)
- 1995 : Space Strikers (série télévisée) : Malcolm (voix)
- 1996 : Key: The Metal Idol (vidéo) : Tamari Seiichi (voix)
- 1996 : Galaxy Express 999 : The Conductor (voix)
- 1996 : Maison Ikkoku (série télévisée) : Sakamoto and Grandfather Otonashi
- 1989 : Dragon Ball Z (série télévisée) : Krillin (I) / Apuule (1996-1998) (voix)
- 1997 : Adieu, Galaxy Express 999 : The Conductor (voix)
- 1997 : The Wacky World of Tex Avery (série télévisée) : Maurice (voix)
- 1997 : Mummies Alive! (en) (série télévisée) : Mr. Huxley (voix)
- 1997 : Extrêmes Dinosaures (Extreme Dinosaurs) (série télévisée) : Spittor
- 1998 : RoboCop : Alpha Commando (série télévisée) : Additional Voices (voix)
- 1998 : Mummies Alive! The Legend Begins (en) (vidéo) : Additional Voices (voix)
- 1999 : Sonic le Rebelle ("Sonic Underground") (série télévisée) : Additional Voices (voix)
- 1999 : Cybersix ("Cybersix") (série télévisée) : Von Reichter (voix)
- 2000 : Dragon Ball Z: The Movie - Dead Zone (TV) : Krillin (voix)
- 2000 : Casper's Haunted Christmas (vidéo) : Skinkie (voix)
- 2000 : Dragon Ball Z : Le Combat fratricide (Dragon Ball Z: The Movie - The Tree of Might) (TV) : Krillin (voix)
- 2000 : Vision d'Escaflowne (Tenkū no Esukafurōne) (série télévisée) : The Mole Man / Pyle / Additional Voices (voix)
- 1999 : Monster Farm: Enbanseki no himitsu (série télévisée) : Ducken (2000- ) (voix)
- 2001 : Inuyasha - Toki wo koeru omoi : Hatchi
- 2001 : Rockman.exe (série télévisée) : JunkDataMan (voix)
- 2001 : Les Jumeaux Barjos (série télévisée) : Tony Parsons / Seth Parsons (Tony's Dad) / Various (voix)
- 2001 : Rudolph the Red-Nosed Reindeer & the Island of Misfit Toys (vidéo) : Telephone / Dizzy Top (voix)
- 2002 : Baby Looney Tunes (série télévisée) : Baby Sylvester (voix)
- 2002 : Barbie, princesse Raiponce (Barbie as Rapunzel) (vidéo) : Fat Swordsman / Baker (voix)
- 2003 : Yakkity Yak (série télévisée) : Gary (voix)
- 2003 : Joe, court-métrage (voix)
- 2005 : Mucha Lucha: The Return of El Malefico (vidéo) : Rikochet's Abuelito (voix)
- 2005 : Krypto le superchien (série télévisée) : Tusky Husky, Additional Voices (voix)
- 2005 : My Scene Goes Hollywood (vidéo) : Jim (voix)
- 2009 Barbie et les Trois Mousquetaires (vidéo) : le cochon (voix)

### comme scénariste
- 1989 : Dragon Ball Z (série télévisée)